# Eleutherodactylus melacara
Eleutherodactylus melacara är en groddjursart som beskrevs av Hedges, Estrada och Thomas 1992. Eleutherodactylus melacara ingår i släktet Eleutherodactylus och familjen Eleutherodactylidae. IUCN kategoriserar arten globalt som starkt hotad. Inga underarter finns listade i Catalogue of Life.